# Ursula Bauer
Ursula Bauer (* 31. Mai 1947 in Solothurn; † 16. November 2024) war eine Schweizer Autorin zahlreicher Sachbücher zum Thema Bergwandern. Gemeinsam mit ihrem Lebenspartner und Co-Autor Jürg Frischknecht wurde sie für ihren neuartigen Typ von Reiseführern mehrfach ausgezeichnet.

## Leben und Werk
Die 1947 in Solothurn geborene Ursula Bauer lebte und arbeitete als Dokumentalistin und Autorin in Zürich. Mitte der 1970er Jahre lernte sie den politisch linksstehenden Journalisten Jürg Frischknecht kennen. Bis zu dessen Tod im Juli 2016 waren die beiden jahrzehntelang ein Paar. Sie lebte mit ihm in einer Wohngemeinschaft und unternahm mit ihm zahlreiche Ausflüge in die Schweizer und die italienischen Alpen. In einem Nachruf für ihn heisst es, Bauer sei der ruhende Pol in seinem bewegten Leben gewesen.

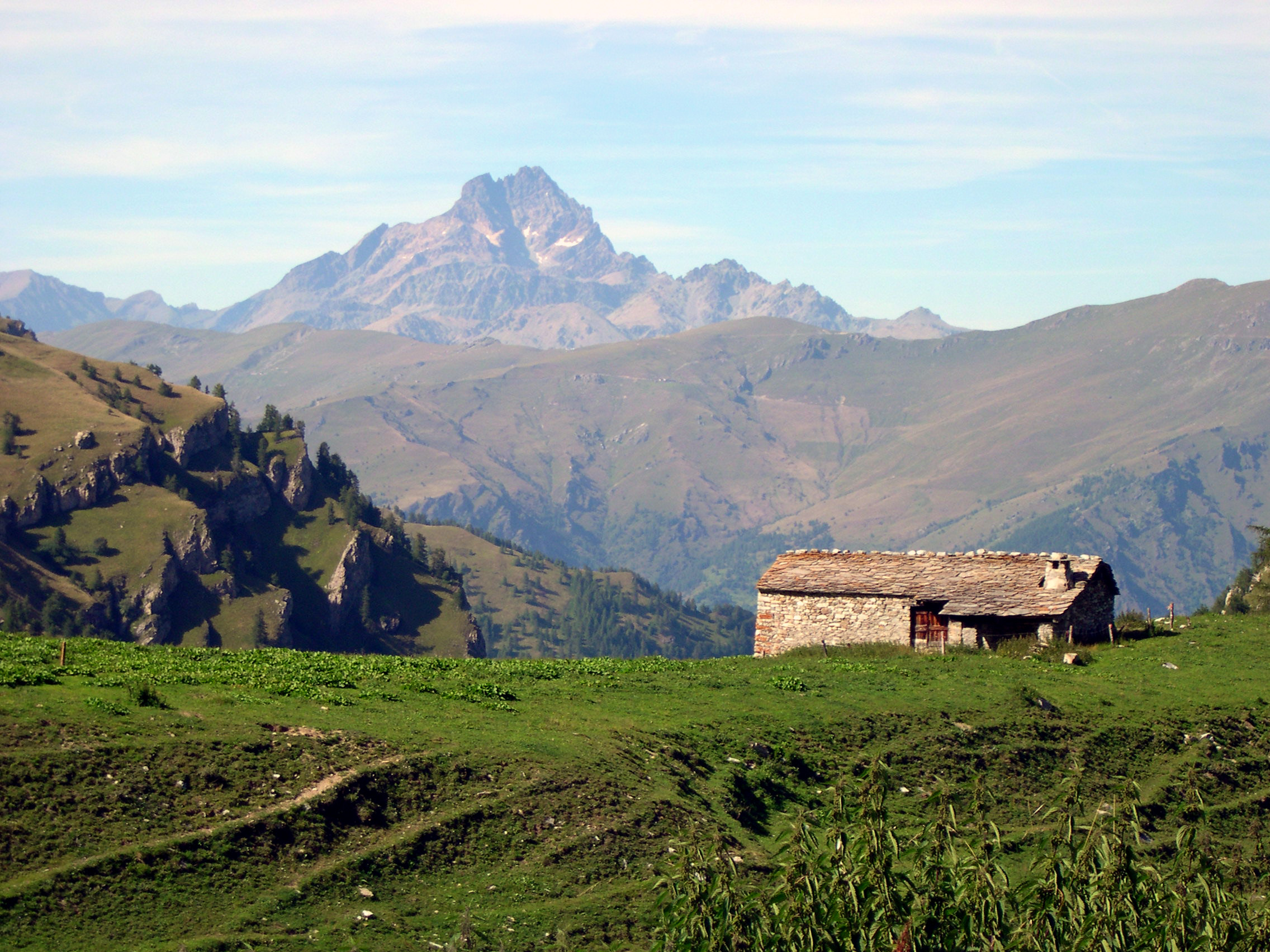
Im Valle Maira im Piemont (2004)

Gemeinsam mit Frischknecht veröffentlichte Bauer 1995 mit Grenzschlängeln ihr erstes Wanderbuch. Darin werden exakte Routen und Wanderhinweise zusätzlich mit politischen, kulturellen und kulinarischen Hintergrundinformationen entlang der Wanderwege verknüpft. Mit diesem Konzept setzte das Autorenteam «neue Massstäbe für einen eigenen Typ Reiseführer: für Leute, die gerne wandern, essen und lesen». Mit ihrem Buch Antipasti und alte Wege. Valle Maira – Wandern im andern Piemont rückten sie das abgelegene und stark von Abwanderung betroffene Tal Valle Maira im Piemont ins Licht der Öffentlichkeit und trugen so dazu bei, dass dort Ende der 1990er Jahre ein sanfter Tourismus einsetzte.
Innerhalb von zwanzig Jahren erschienen bis 2015 insgesamt neun dieser «Lesewanderbücher» von Bauer und Frischknecht, sämtliche im Rotpunktverlag Zürich und grossenteils mehrfach neu aufgelegt. Andreas Simmen, Programmleiter des Verlags, schrieb dazu im August 2016:

«Neu an den Wanderbüchern von Ursula Bauer und Jürg Frischknecht war, dass hier das Wandern nicht als Bergsport angepriesen wurde, sondern als Fussreise. Und neu war die wunderbare Zusammenarbeit zweier Persönlichkeiten, die aus unterschiedlichen Welten kamen und gemeinsam etwas Homogenes schufen. Nicht mit lauter Kompromissen, sondern indem sie zwei Horizonte zu einem grossen zusammenfügten.»

Bauer und Frischknecht verfassten auch regelmässig Beiträge für die überregionale linke Wochenzeitung (WOZ), Bauer insbesondere für die Kolumne «al dente».
Ursula Bauer starb am 16. November 2024 im Alter von 77 Jahren.

## Veröffentlichungen
«Lesewanderbücher», mit Jürg Frischknecht
- Grenzschlängeln. Routen, Pässe und Geschichten, zu Fuss vom Inn an den Genfersee. Rotpunkt, Zürich 1995, ISBN 3-85869-123-2.
- Veltliner Fussreisen. Zwischen Bündner Pässen und Bergamasker Alpen. Rotpunkt, Zürich 1997, ISBN 3-85869-136-4.
- Antipasti und alte Wege. Valle Maira – Wandern im andern Piemont. Rotpunkt, Zürich 1999, 10. Auflage 2024 ISBN 978-3-03973-025-4.
- Bäderfahrten. Wandern und baden, ruhen und sich laben. Rotpunkt, Zürich 2002, ISBN 978-3-85869-236-8.
- Grenzland Bergell. Wege und Geschichten zwischen Maloja und Chiavenna. Rotpunkt, Zürich 2003, 5. Auflage 2017 ISBN 978-3-85869-736-3.
- Auswanderungen. Wegleitung zum Verlassen der Schweiz. Rotpunkt, Zürich 2008, ISBN 978-3-85869-372-3.
- Schüttelbrot und Wasserwosser. Wege und Geschichten zwischen Ortler und Meran. Rotpunkt, Zürich 2012, ISBN 978-3-85869-447-8.[8][9]
- Wandern in der Stadt Zürich. Rotpunkt, Zürich 2012, 5. Auflage 2018, ISBN 978-3-85869-481-2.
- Solothurn, Olten, Aarau. Zwischen Aare und Jura: Wandern, wo die Schweiz entstand. Rotpunkt, Zürich 2015, ISBN 978-3-85869-669-4.

Weitere Publikationen, mit Jürg Frischknecht
- Zeitreisen. Unterwegs zu historischen Hotels der Schweiz. Mattenbach, Winterthur 2013, ISBN 978-3-905172-68-3.
- Einzelbeiträge in: Michel Lütscher: Schnee, Sonne und Stars. Wie der Wintertourismus von St. Moritz aus die Alpen erobert hat. NZZ Libro, Zürich 2014, ISBN 978-3-03823-880-5.

Als Herausgeberin, mit Jürg Frischknecht
- Ein Russ im Bergell. Anton von Rydzewski 1836–1913. Der erste Fotograf des Bergells. Desertina, Chur 2007, ISBN 978-3-85637-335-1.

## Auszeichnungen
- Im Jahr 2003 erhielt Ursula Bauer zusammen mit Jürg Frischknecht in Liechtenstein den Binding-Preis für Natur- und Umweltschutz (aufgrund ihres Engagements für Alpenökologie und Alpenpolitik).[10]
- 2005 erhielt das Autorenpaar für das Buch Antipasti und alte Wege. Valle Maira – Wandern im anderen Piemont den «signaTOUR-Award 2005», einen undotierten Medienpreis des österreichischen Instituts respect, das sich für nachhaltigen und fairen Tourismus einsetzte.[11][12]
- Die Zürcher Stiftung «King Albert I Memorial Foundation» ehrte Bauer und Frischknecht 2006 mit dem Albert Mountain Award.[13]